# Strelisky Lipót

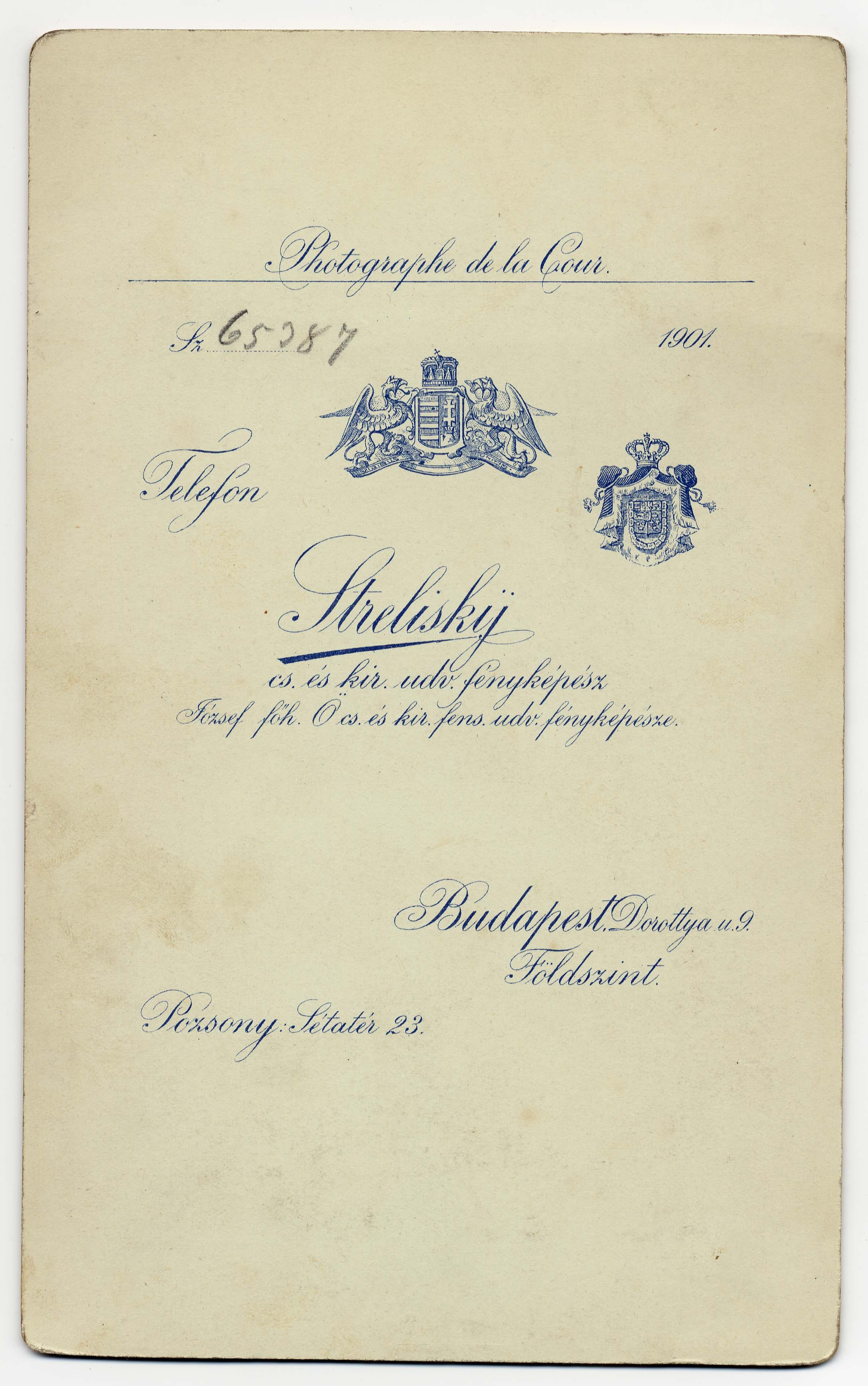
Strelisky kép hátoldala

Strelisky Lipót, Streliszki (Brodi, 1816. – Budapest, Terézváros, 1905. június 20.) császári és királyi udvari fényképész, aranyműves, a magyar fényképészet úttörője.

## Élete
Strelisker Dávid fia. Pályafutását ötvösként kezdte, de később elsajátította a dagerrotípia előállításának technikáját, és 1843-ban Pesten fotóműtermet nyitott. 1849-ben többek között a szabadságharc tábornokait is megörökítette, de ezek a korai dagerrotípiák a második világháborúban megsemmisültek, csak fénykép-reprodukcióként maradtak fenn. 1850-ben ő volt, aki elkészítette  az első magyar sztereodagerrotípiát. Fotóműhelyét már az 1880-as években fiával közösen vezette „Strelisky” elnevezéssel, így Sándor alkotásai ebben az időben elkülöníthetetlenek. Fia, Strelisky Sándor (1851–1923) apja halála után nagy sikerrel vitte tovább a vállalkozást, majd változatlan cégnéven özvegye folytatta a tevékenységet, így az több mint fél évszázadig, 1940-ig maradt fenn.
Strelisky Lipót a pesti német színház hivatalos fényképésze volt, s fizetésképpen két zsöllyét is juttattak számára, így fia (Sándor) úgy nőtt fel, hogy estéit a színházban töltötte. Strelisky Lipót egyaránt fényképezte mind a főváros hétköznapi polgárait, mind a hírességeket, a jelentős színészeket. Később már mint a színházi világ fényképésze vált közismertté.
Merész művészként – az idő tájt szokatlan módon – még trikós szerepben is készített fényképsorozatot két színésznőről, Pálmay Ilkáról és Vidor Pálnéról, felvételeit alig akarták az akkor rendezett országos kiállításon bemutatni. 
Strelisky Lipót egyik jelentős munkája a Blaha Lujza főszerepeiről készített fényképsorozat, amelyet a Vasárnapi Ujság közölt le rendszeresen.
A Kozma utcai izraelita temetőben nyugszik (1-5-5). Neje Slezinger Róza volt.

## A fotográfia magyar úttörője
Strelisky Lipót az elsők között készített chromotípiát, melyekből 1865-ben a bécsi Grabenen húsz színes fényképet ki is állított. Külföldön is elismerték képeit. 1867-ben a párizsi világkiállításon chromotípiáiért Mention honorable kitüntetést kapott.
Fia, Strelisky Sándor (1851–1922) az apa szakmáját választotta: ő is a kiváló magyar fényképészek közé tartozik, egy időben udvari fotográfusként is dolgozott.

## A híres Strelisky-műterem
Strelisky Lipót 1846 májusában a Bálvány (ma Október 6.) utcai Blüchdorn-ház harmadik emeletén nyitott műtermet.
Strelisky Lipót Lotz Károllyal festtette ki Hold utcai házának felső emeletét az 1870-es években fényképezéssel kapcsolatos jelenetekkel.  Az 1890-es években fokozatosan fiának, Sándornak engedte át a műterem vezetését, az 1896. évi ezredéves kiállításon már Strelisky műterem név alatt fia munkái szerepeltek. Az 1900-as évek elején a fotók verzóinak adatai szerint is, Pozsonyban fióküzletet nyitottak a Séta tér (később Kossuth Lajos tér) 23. szám alatt már főként Strelisky Sándor vezetése mellett, mely az 1910-es évekig fennállt. 1902-ben Pécsett is létesült Strelisky műterem.
Strelisky Lipót halála után a Strelisky-műterem 1910-ben a Dorottya utca 9. szám alatti műhelyből – ahol előzőleg több évtizeden át működött – átköltözött a Dorottya utca 1. szám alatt található a Gerbeaud-házba. Az új műhelyt Fellner Sándor által tervezett emeletráépítéssel alakították ki, és az épület egész felső szintjét elfoglalta. A műhely a következő helyiségekből állt: előcsarnok a vízmedencével, szökőkúttal, szobrokkal, fogadóterem, télikert, terasz, ahol télen havas felvételeket készítettek, nyáron pedig kertnek rendezték be. Mindegyikhez tartozott hívó-, másoló-, retusálószoba is. A felvételek készítésére három műtermet alakítottak ki: egy üvegműtermet, a nagy műtermet és az enteriőrképeknek berendezett helyiséget. Az épület homlokzatán a Gerbeaud-név fölött helyet kapott a Jungfer Gyula és Ferenc tervei alapján készült hatalmas Strelisky felirat is, felette címert tartó szárnyas oroszlánokkal. 
1909-ben Budapesten a Kecskeméti utca 19. szám alatt is nyílt egy Strelisky fiókműterem Horovitz (később Halmi) Béla üzletvezetése mellett, mely bár csak 1918-ig állt Strelisky Sándor egyedüli tulajdonában, az 1918-tól társtulajdonos, majd 1920-tól tulajdonos Horovitz azt továbbra is Strelisky fióküzletként működtette.
A Strelisky-műterem mindvégig megmaradt a fotóipar keretein belül, főleg a portréfotózásnál: „képeik a magyar művészvilág, a kor színházi élete, az arisztokrácia, a nagypolgárság széles körű panorámáját adják, ezzel téve nevüket halhatatlanná a magyar fényképezés történetében”.

## Pártfogói tevékenysége
Strelisky Lipót és Sándor voltak, akik felismerték a fotóműhelyükben még gyermekként alkalmazott László (Laub) Fülöp (1869–1937) – a később nemzetközi hírű, ünnepelt portréfestő – tehetségét, felkarolták a szintén náluk dolgozó mosónő fiát, és támogatták budapesti, majd müncheni tanulmányaiban.

## Galéria

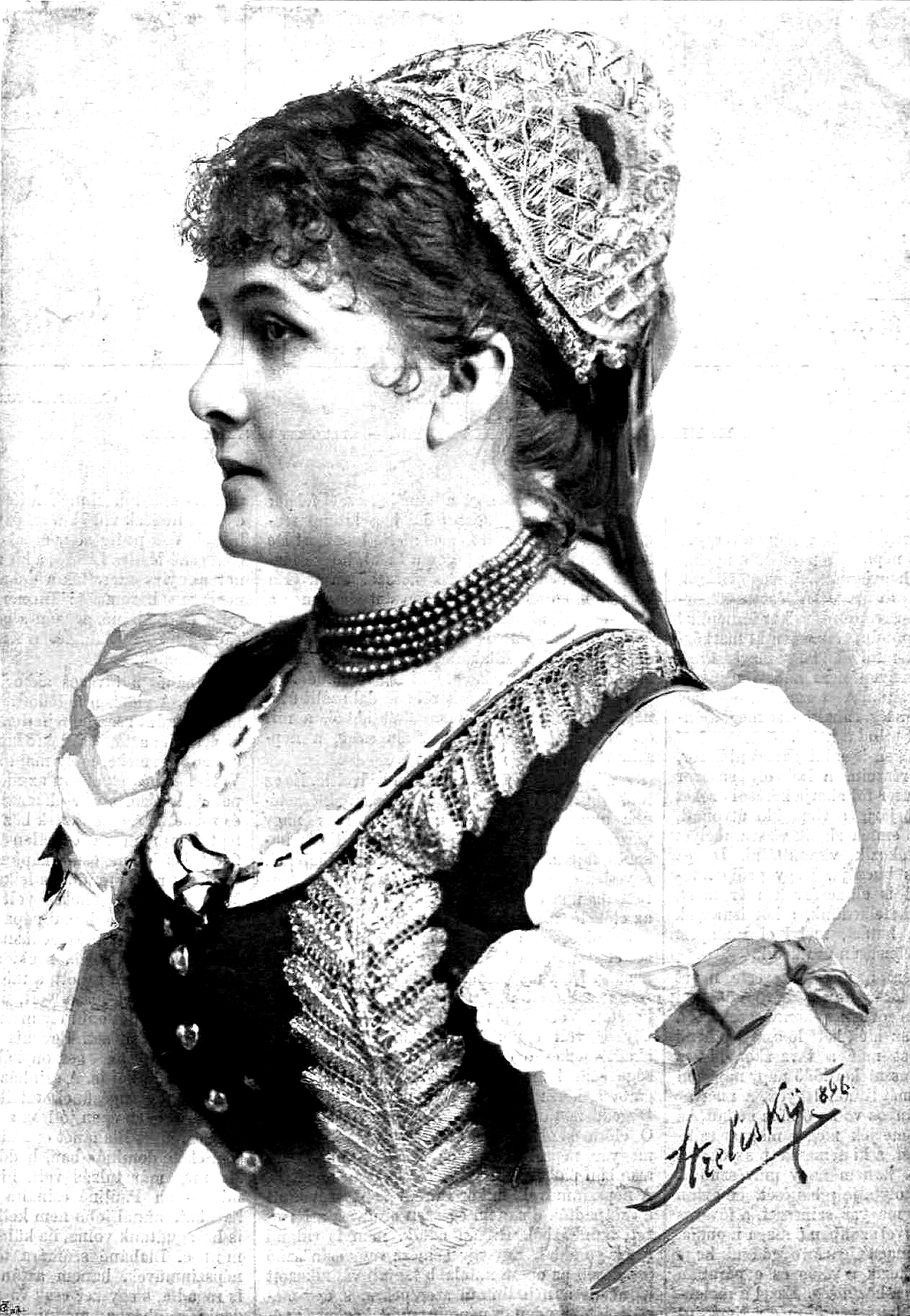
Blaha Lujza
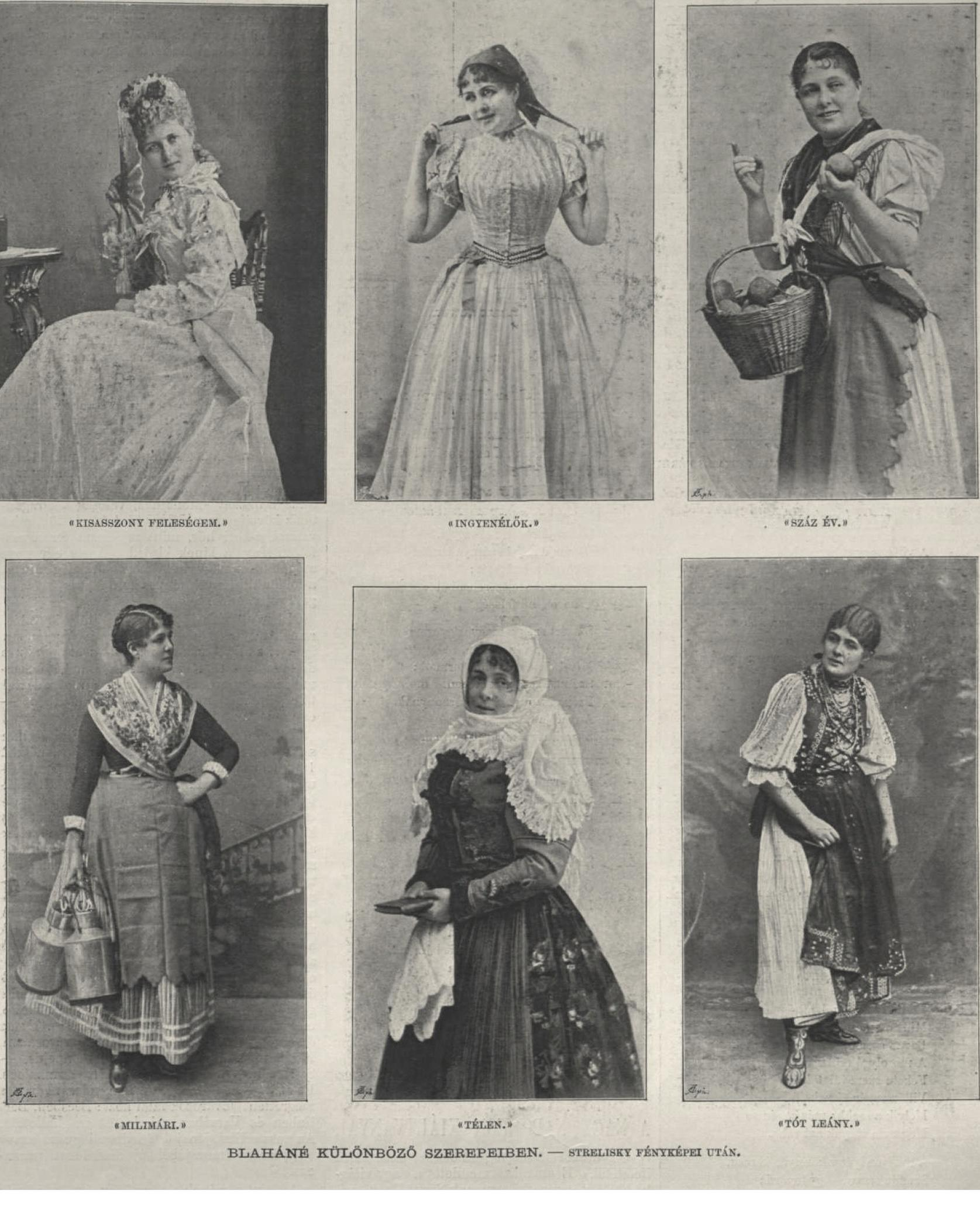
Blaha Lujza szerepeiben
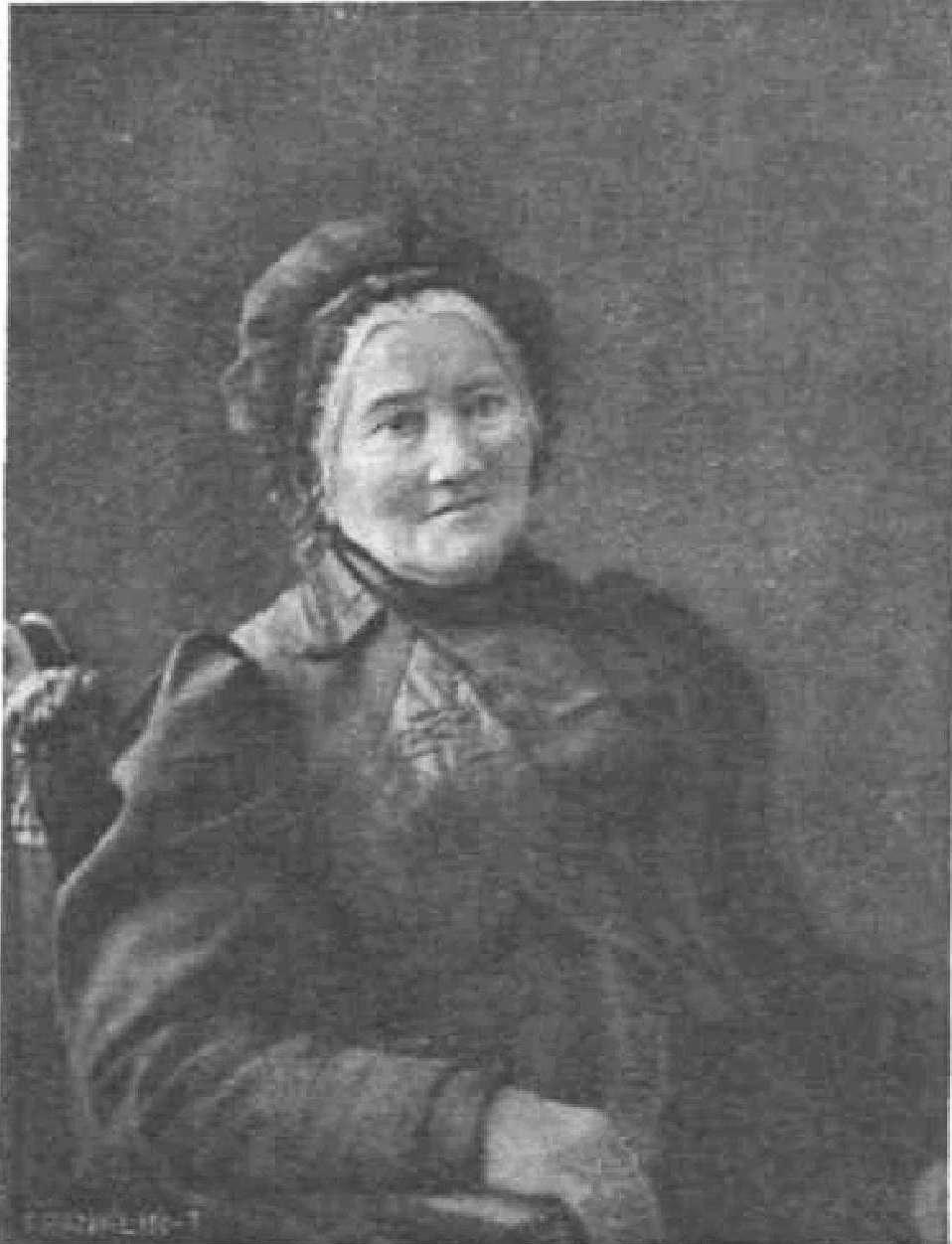
A vértanú özvegye, Damjanichné Csernovics Emília
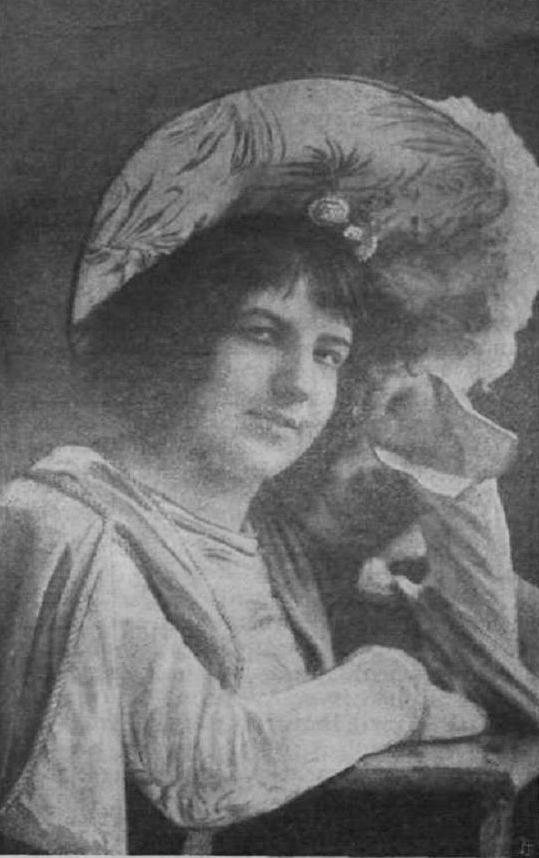
Fedák Sári